# Sự mở rộng của vũ trụ
Mở rộng metric của không gian là sự gia tăng khoảng cách giữa các phần tách biệt nhau của vũ trụ với thời gian. 
Đó là một sự mở rộng nội tại theo đó quy mô của chính không gian thay đổi. Điều này khác với các ví dụ khác về sự mở rộng và các vụ nổ ở chỗ, theo như quan sát có thể xác định, đó là một thuộc tính của toàn bộ vũ trụ chứ không phải là một hiện tượng có thể bao gồm và quan sát từ bên ngoài .
Mở rộng metric là một đặc tính chủ chốt của vũ trụ học Big Bang, được mô hình hóa toán học với metric FLRW, và là thuộc tính chung của vũ trụ mà chúng ta đang sống. Tuy nhiên, mô hình chỉ có hiệu lực trên quy mô lớn, ở quy mô các cụm thiên hà trở lên. Ở quy mô nhỏ hơn thì vật chất trở nên gắn bó với nhau hơn dưới ảnh hưởng của lực hấp dẫn và những thứ đó không mở rộng với mức độ mở rộng metric theo tuổi của vũ trụ. Như vậy, các thiên hà chỉ rời khỏi nhau như là kết quả của mở rộng metric, là thứ được phân tách ở quy mô xác đáng về mặt vũ trụ học, hơn là ở quy mô chiều dài liên quan tới sự sụp đổ hấp dẫn, là thứ có thể có trong thời kỳ của vũ trụ đã cho với mật độ vật chất và tỷ lệ mở rộng trung bình .
Mở rộng metric diễn ra trong những tỷ năm đầu của vũ trụ, sau thời kỳ ngắn "phình to vũ trụ" theo thuyết Big Bang. Mở rộng chậm lại do tương tác hấp dẫn. Nhưng sau đó tốc độ mở rộng tăng lên kể, và lời giải thích cho sự mở rộng quan sát được, là đối tượng nghiên cứu hiện tại và đã dẫn đến các khái niệm về năng lượng tối.